# Makrolívadhon
Makrolívadhon (Makrolivado) är en ort i Grekland.   Den ligger i prefekturen Fthiotis och regionen Grekiska fastlandet, i den centrala delen av landet, 160 km nordväst om huvudstaden Aten. Makrolívadhon ligger 605 meter över havet och antalet invånare är 202.
Terrängen runt Makrolívadhon är kuperad åt sydost, men åt nordväst är den platt. Runt Makrolívadhon är det ganska tätbefolkat, med 155 invånare per kvadratkilometer. Närmaste större samhälle är Lamia, 15,3 km söder om Makrolívadhon. == Kommentarer ==
1. ↑  Framräknat ur variansen i alla höjduppgifter (DEM 3") från Viewfinder Panoramas, inom 10 km radie.[2] Mer om algoritmen finns här: Användare:Lsjbot/Algoritmer.